# Holandský ovčák
Holandský ovčák je středně velké psí plemeno vyšlechtěné v Nizozemí.

## Povaha
Pracovitý, inteligentní, mazaně chytrý, živý, oddaný, věrný, poslušný, ostražitý, aktivní, s velkou vytrvalostí. Fyzicky snese vysokou zátěž. Má silně vyvinutý smysl pro své teritorium, je dobrým hlídacím psem. Nemá rád hrubé, nedůsledné, stereotypní zacházení. Miluje pohyb, rád pracuje. Velmi rychle se učí – nejen to, co chce psovod. Silně vyvinutý lovecký pud, důležitá správná, časná a nepřetržitá socializace, aby vycházel s ostatními psy, lidmi i zvířaty. Velmi citlivý pes, sklony k bázlivosti a všemi problémy s tím spojenými. Relativně náročné plemeno, rozhodně není pro každého.

## Popis

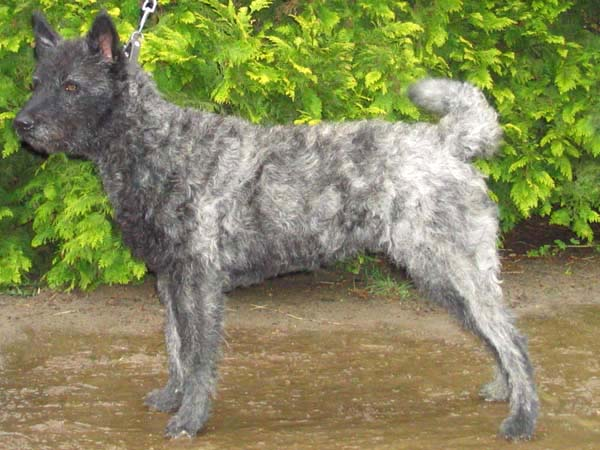
Hrubosrstá forma

Rozlišujeme 3 druhy lišící se druhem srsti – krátkosrstý, dlouhosrstý a hrubosrstý. Je vždy žíhaně zbarvený, základní barva je zlatá nebo stříbrná. Dává se přednost jedincům s černou maskou. Hlava má tvar spíše podlouhlý, bez vrásek. Čenichová partie je delší než plochá mozkovna. Stop málo vyjádřený. Uši má menší, vysoko nasazené a vzpřímené. Oči jsou tmavé, mandlového tvaru a středně velké, posazené mírně šikmo. Čenich je vždy celočerný. Krk nepříliš krátký, suchý, bez laloku. Končetiny silné, dobře osvalené, s pevnou kostrou. Ocas v klidu rovně nesený nebo svěšený a lehce prohnutý.

## Historie
Po ukončení třicetileté války se velcí a statní ovčáci přivazovali a byli pouštěni pouze na stíhání medvědů, vlků nebo zlodějů. Již nebyli třeba na hlídání ovcí, ale chov ovcí se začal rozšiřovat a proto bylo potřeba samostatného, nenáročného a hbitého psa, který by byl schopen pracovat jen na pokyny rukou a holí nebo pískání. Tento pes musel zvládnout při přemisťování a hlídání stáda uběhnout spousty kilometrů, ať už při deštivém nebo slunečném počasí a dostával jen velmi málo a velmi chudou stravu. Jelikož se v Holandsku páslo mnoho ovcí, pes takovýchto kvalit byl skutečně potřeba a chovatelé začali zpracovávat popis plemene někdy ke konci 19. století. Roku 1898 byl v Utrechtu založen tzv. „Klub nizozemského ovčáka“ a byly stanoveny první podmínky pro chov plemene. Dbalo se hlavně na pracovní využití, na vzhled druh srsti a barvu nebyl brán zřetel a tak se u nás v té době vyskytovalo 6 variant holandských ovčáků. Nakonec zůstaly jen 3 varianty, které se lišily druhem srstí a kolem roku 1914 byly již povoleny jen některé barvy srsti, což bylo u krátkosrstého ovčáka zlatě a stříbrně žíhaná, u dlouhosrstého ovčáka ještě navíc modrošedá a pro hrubosrstého ovčáka „pepř a sůl“. Pro holandského ovčáka znamenaly obě světové války velké ztráty a tak dlouhosrstá varianta takřka vymizela. V 60. letech byl obnoven chov holandských ovčáků a začal se řídit novým standardem, který upřesnil všechny barvy u všech tříd variant. Oficiálně uznán FCI byl holandský ovčák roku 1960.

## Chov v Česku
Čtyři první holandští ovčáci v ČR byli hrubosrstí. Roku 1994 byla do ČR dovezena krátkosrstá fena Gabie v.d. Passchin. Byla výbornou představitelkou plemene a dnes můžeme říci, že i výbornou zakladatelkou chovu. Roku 1997 byla poprvé kryta pracovním psem Josco v.d. Vastenow v Holandsku a v chovatelské stanici Qalt Meractor odchovala 6 štěňat.

### Podmínky chovnosti
Pes/fena musí projít bonitací ve věku od 15 měsíců věku. Povinná je jedna výstava pořádaná klubem a jedna výstava vyššího typu, kde pes/fena musí získat známku Výborný nebo Velmi dobrý od mezitřídy. RTG kyčlí i loktů. Povoleno je chybějící 1×P1. Vyřazující vadou je výskyt ridge.
Fena může být do chovu zařazena od věku 18 měsíců do 8 let. Pes od 18 měsíců neomezeně.

## Využití
Holandský ovčák je všestranný, takže je vhodný jako hlídací pes, služební pes u policie, záchranařinu, pasení, ale také na psí sporty, jako například agility a poslušnost. V Holandsku působí holandští ovčáci v „Královské holandské policejní psí asociaci“.
Holandský ovčák je i skvělým, ale náročným společníkem.

## Průměrný věk
Holandský ovčák se dožívá přibližně 12–13 let.